# Megachile legalis
Megachile legalis är en biart som beskrevs av Cresson 1879. Megachile legalis ingår i släktet tapetserarbin, och familjen buksamlarbin. Inga underarter finns listade i Catalogue of Life.